# Haus des Fremdenverkehrs
Das Haus des Fremdenverkehrs im Berliner Ortsteil Tiergarten war ein nicht fertiggestelltes Bauwerk aus der NS-Zeit. Als Teil der „Welthauptstadt Germania“ war es eines der wenigen begonnenen Gebäude an der geplanten 120 Meter breiten Nord-Süd-Achse. Der im Krieg nur wenig beschädigte Bau wurde im Jahr 1962 abgerissen.
Das Haus war das einzige begonnene Gebäude am Runden Platz, an dem die Nord-Süd-Achse die Potsdamer Straße kreuzen sollte.

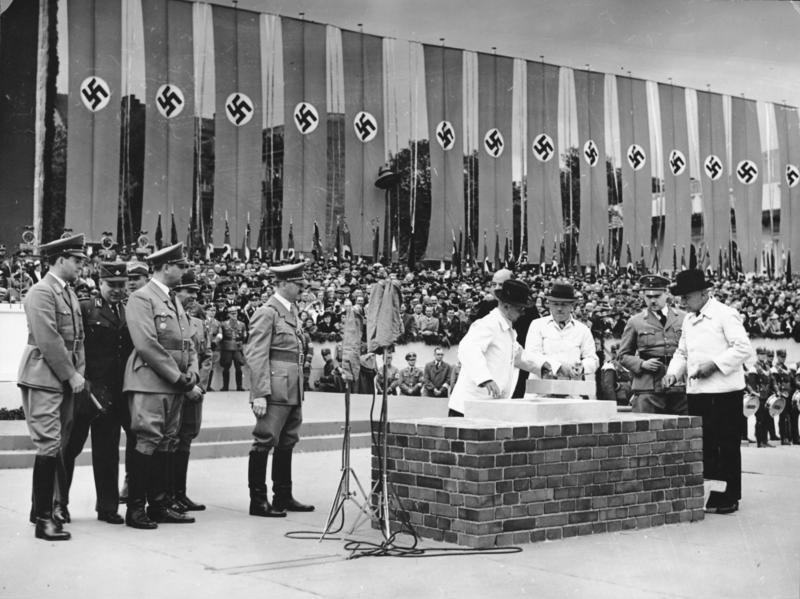
Grundsteinlegung, 1938

Der Entwurf zum Haus des Fremdenverkehrs stammt vom Regierungsbaumeister Theodor Dierksmeier, der 1936 den ersten Preis für den Bau des Hauses gewann. Hugo Röttcher wirkte ebenfalls mit. Am 14. Juni 1938 wurde in Anwesenheit von Adolf Hitler, Propagandaminister Joseph Goebbels und Albert Speer (Generalbauinspektor für die Reichshauptstadt) der Grundstein für das Gebäude an der Westseite des Platzes gelegt. 1942 wurden die Bauarbeiten eingestellt.
Den Zweiten Weltkrieg überstand der Rohbau bis auf einen Bombentreffer an der Südseite nahezu unbeschädigt. Nach 1945 blieb der unfertige Bau mehrere Jahre erhalten und wurde als Spielplatz und Freibad genutzt, bis sich Ende der 1950er Jahre Hans Scharoun zusammen mit dem Landschaftsarchitekten Hermann Mattern für eine Neugestaltung durchsetzte, welche die NS-Architektur zugunsten einer an der städtebaulichen Moderne des 20. Jahrhunderts orientierten Planung ersetzen sollte.
Im Film Eins, Zwei, Drei ist das Gebäude kurz vor dem Abriss noch als Hintergrund einer Szene zu sehen.
Die Ruine wurde im Jahr 1962 abgerissen. Auch der Runde Platz wurde zugunsten einer städtebaulichen Neuordnung aufgelassen. Anstelle von Bebauung sahen die städtebaulichen Planungen der 1950er Jahre die Verschwenkung der Potsdamer Straße vor. Heute befindet sich dort das Haus Potsdamer Straße der Staatsbibliothek zu Berlin und die nach Norden verschwenkte Potsdamer Straße.